# موغنس جسبرسن
موغنس جسبرسن (بالدنماركية: Mogens Jespersen)‏ هو لاعب كرة قدم دنماركي في مركز الهجوم، ولد في 9 أبريل 1949 في الدنمارك في مملكة الدنمارك. لعب مع نادي أوبه.